# 勇気の言葉
『勇気の言葉』（ゆうきのことば）は、MULTI MAXの楽曲。5枚目のシングルとして、1993年4月7日に発売された。発売元は東芝EMI / EASTWORLD。

## 解説
シングルとしては「遠い街から」からおよそ11か月ぶりとなる作品。
オリコンチャートではこのシングルで初めてTOP10入りを果たした。

## 収録曲
| 全編曲: 村上啓介。 |                                      |            |           |       |
| #                  | タイトル                             | 作詞       | 作曲      | 時間  |
| 1.                 | 「勇気の言葉」                       | 青木せい子 | CHAGE     | 5:19  |
| 2.                 | 「TEARS」                            | 實川翔     | 村上啓介  | 5:55  |
| 3.                 | 「勇気の言葉」(オリジナル・カラオケ) |            |           | 5:18  |
| 合計時間:          | 合計時間:                            | 合計時間:  | 合計時間: | 16:32 |

## 楽曲解説
1. 勇気の言葉
エースコック「スーパーカップ」CMソング、および、日本テレビ系『独占!!SPORTS情報』イメージソング。
後の2024年に発売されたCHAGEのソロ名義によるアルバム『飾りのない歌』にてセルフカバー。
2. TEARS
村上がボーカルを担当している。
アルバム『RE-BIRTH』にも収録されている。
3. 勇気の言葉 (オリジナル・カラオケ)

## 収録アルバム
- RE-BIRTH (#1, #2)
- CHAGE BEST SONGS/PROLOGUE (#1)
- 飾りのない歌 (#1, セルフカバー)